# 托林镇
托林镇，是中华人民共和国西藏自治区阿里地区札达县下辖的一个乡镇级行政单位。

## 行政区划
托林镇下辖以下地区：
托林社区、波林村和东嘎村。